# KTorrent
KTorrent 是使用C++和Qt寫的BitTorrent客戶端。被分類於KDE Extragear中。

## 功能
- 上傳和下載速度上限／節流與調度
- 互聯網搜索與種子搜索引擎使用KHTML part
- 支持UDP連接。
- DHT，可支援沒有tracker的種子
- 協議加密
- 文件優先序
- RSS 來源支持
- 支援UPnP
- IPv6 支持
- SOCKS v4 和 v5 支持
- 新的佇列管理 GUI
- IP地址過濾

KTorrent 4的新特點：
- 支援µTP协议
- 支援Magnet链接
- 增強的隊列管理器
- 添加UDP tracker scrape
- 可暫時禁用網路驗證和頻寬調度器

## 外部連結
- KTorrent's KDE Extragear page（页面存档备份，存于）
- Read this Bright Hub Multi-part article about Ktorrent （页面存档备份，存于）